# あおぞら (コミュニティバス)
あおぞらは、群馬県伊勢崎市のコミュニティバスである。

## 概要
2008年（平成20年）4月1日開始。市民アンケートなどを元に、旧コミュニティバスから抜本的に運行ルート・時刻・使用車両を見直した。一部が市町境・県境を越え、各市町のコミュニティバスとの接続を図る。

## 料金
1日200円（2018年3月31日までは無料）。
料金支払い時に1日乗車券が発行される。

## 車両

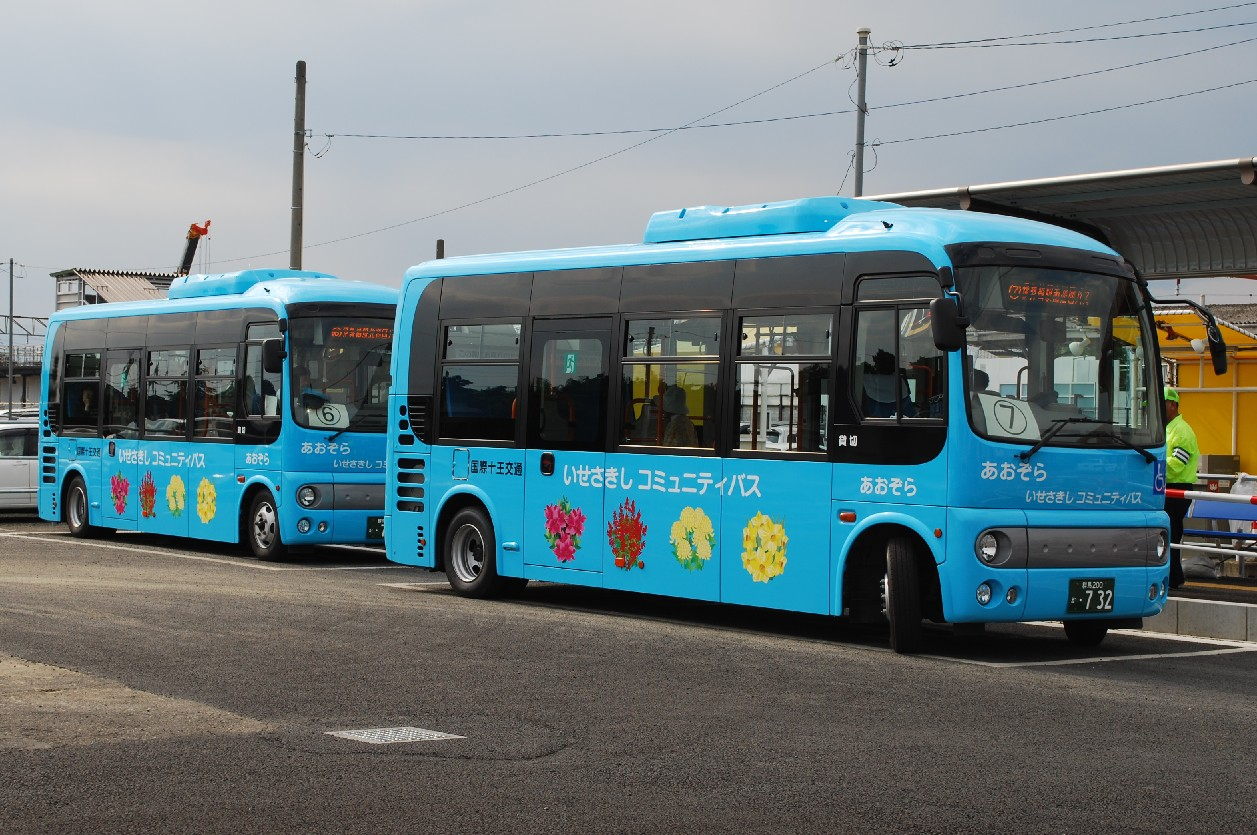
あおぞら車両

日野・ポンチョ。車両デザインは、愛称に合わせて、水色になっている。
境島村シャトルバス、境南巡回バスは、車いす対応の6人乗り車両が使用される。

## 委託先会社
- 国際十王交通伊勢崎営業所→十王自動車（全路線）

## 市担当部署
- 環境部 交通政策課

## 現行路線

### 赤堀シャトルバス
- 市民病院北 - まちかど広瀬（カリビアンビーチ方面行きのみ） - 伊勢崎郵便局 - 伊勢崎駅南口 - 華蔵寺公園南 - 華蔵寺公園東 - 赤堀支所前 - カリビアンビーチ（桐生市新里地区）
カリビアンビーチを起点とした往復で1便となる。

### あずまシャトルバス
- 市民病院北 - まちかど広瀬（伊勢崎駅方面のみ） - 伊勢崎郵便局 - 伊勢崎駅南口 - 新伊勢崎駅 - 文化会館 - みやまセンター - あずま公民館 - あずま支所前 - スマーク北 - 文化会館 - （以降、往路と逆順） - 市民病院北
市民病院 - 伊勢崎駅の間は土日祝運休。

### 東西シャトルバス
- ハイパーモール前 - 西部モール - 市民病院北 - まちかど広瀬（伊勢崎駅方面のみ） - 伊勢崎郵便局 - 伊勢崎駅南口 - 新伊勢崎駅 - 医師会病院 - 上渕名十字路東 - 境トレセン - 新田暁高校（太田市新田地区）
市民病院→新田暁高校、新田暁高校→市民病院→ハイパーモール→市民病院で往復1便となる。

### 境シャトルバス
- 市民病院北 - まちかど広瀬（あずま公民館方面行きのみ） - 伊勢崎郵便局 - 伊勢崎駅南口 - 新伊勢崎駅 - 医師会病院 - 特別支援学校北 - 伊与久沼公園 - 県立伊勢崎高校西 - 境支所 - 境町駅南口 - 鶴谷病院 - 境社会福祉センター
- 西島前河原→北向会議所→境町駅南口→鶴谷病院（1便のみ）
市民病院 - 伊勢崎駅の間は土日祝運休。

### 南部シャトルバス
- 伊勢崎駅南口 - 新伊勢崎駅 - 市役所 - 茂呂大橋西 - 県立伊勢崎高校西 - 隣保館前 - 馬見塚駐在所 - 長沼本郷会館 - 長沼町 - 馬見塚駐在所 - （以降、往路と逆順） - 伊勢崎駅南口

### 伊勢崎駅北巡回バス
- 伊勢崎駅南口→文化会館→四ツ葉学園西→華蔵寺公園南→石井病院→オートレース場前→西部モール→市民病院北→まちかど広瀬→伊勢崎郵便局→伊勢崎駅南口（単方向循環）

### 伊勢崎駅南巡回バス
- 伊勢崎駅南口→法務局職安前→西部モール→西部中央公園→市民病院北→上下水道局西→市役所→茂呂郵便局→医師会病院→新伊勢崎駅→伊勢崎駅南口（単方向循環）

### 宮郷・名和連絡バス
- 伊勢崎駅南口 - 市民病院北 - 上下水道局西 - 市役所 - 山王団地 - 和田公民館 - ふれあいセンター - 柴宿本陣跡 - 上武大学北 - 福島町 - 上武大学入口 - 八斗島町 - 長沼会館 - 市民プラザ - 福島町 - （以降、往路と逆順） - 伊勢崎駅南口

### 波志江・赤堀・あずま連絡バス
- 伊勢崎駅南口 - 石井病院 - いせさき聖苑 - 県立リハビリセンター - 花しょうぶ園入口 - 赤堀支所前 - フォリオ赤堀 - 間野谷町西 - 精神医療センター - 国定駅南口
伊勢崎駅→鹿島公民館→伊勢崎駅→市民病院→伊勢崎駅で1便となる（朝・夕は、県立リハビリセンター折り返し）。

### あずま・境連絡バス
- 国定駅南口 - 精神医療センター - 国定駅南口 - あずま支所前 - あずま公民館 - 流通団地前 - 境トレセン - 境総合文化センター - 境町駅北口

### 境島村シャトルバス
- 鶴谷病院 - 境町駅南口 - 境東公民館 - 上武大橋北 - 上武大橋南（埼玉県深谷市）- 境島村公民館 - 島村蚕のふるさと公園
2021年2月1日、境シャトルから分離する形で新設。

### 境南巡回バス
- 鶴谷病院→境町駅南口→北向会議所→川向団地→境郵便局→境町駅南口→鶴谷病院（単方向循環）
2021年2月1日、境シャトルから分離する形で新設。

## 周辺市町村コミュニティバスとの連絡
- 市民病院北・まちかど広瀬（国定・境連絡除く各線）：玉村町・「たまりん」伊勢崎直行便
- 新田暁高校（東部シャトル）：太田市・シティーライナーおおた 新田線、市営無料バス 西バス系統

## 伊勢崎市旧コミュニティバス

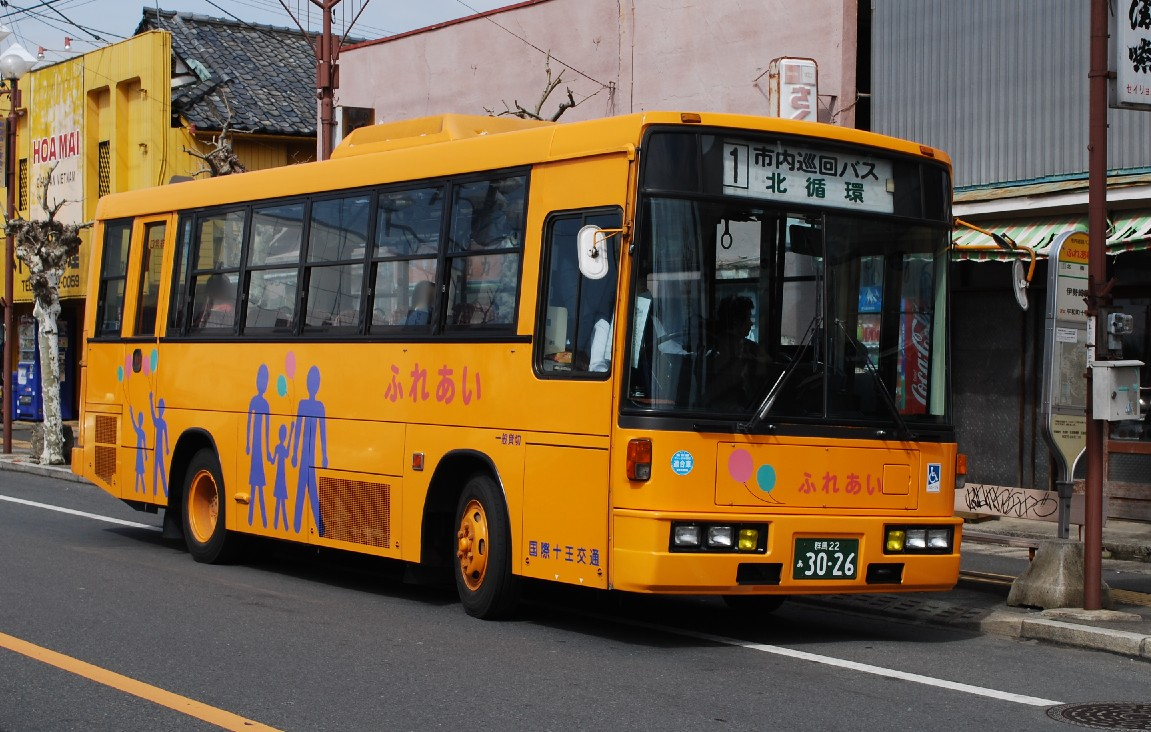
「ふれあい」

現在の伊勢崎市成立前の各市町村（伊勢崎市・佐波郡境町・佐波郡東村・佐波郡赤堀町）が、それぞれ運行していたコミュニティバスを単純に束ねたもので、以下のように分かれていた。
2008年（平成20年）3月31日をもって運行を終了し、あおぞらに引き継いだ。
- ふれあい（旧伊勢崎市）
  - 北循環／南循環／殖蓮・三郷循環／茂呂・豊受循環／宮郷・名和循環（旧・十王自動車→国際十王交通伊勢崎営業所に委託）
- ゆうあい（旧赤堀町）
  - 北循環／南循環（群馬スクールバスに委託）
  - シャトル（群馬中央バス伊勢崎営業所に委託）
- あずま（旧東村）
  - 東循環／西循環／シャトル（平井交通に委託）
- さわやか（旧境町）
  - 北循環／南循環／中循環左回り／中循環右回り／シャトル（東観光バスに委託）